# Älvsby Flygklubb
Älvsby Flygklubb är en flygklubb med i huvudsak segelflygverksamhet. Klubben grundades 1964 och sedan 1967 är klubben baserad på flygfältet Älvsbyn Högheden (ESUV). Under viss tid bedrivs även verksamhet på Piteå Långnäs flygfält (ESNP) och Hemavans flygfält (ESUT). Skolning till segelflygcertifikat samt utökade behörigheter efter certifikatsutbildning erbjuds av klubbens segelflygskola. Det är den största segelflygklubben i Norrland. 